# مداپیتیتنا
مداپیتیتنا (به لاتین: Medapititenna) یک منطقهٔ مسکونی در سری‌لانکا است که در استان مرکزی (سری‌لانکا) واقع شده‌است.